# Renocera brevis
Renocera brevis är en tvåvingeart som först beskrevs av Cresson 1920.  Renocera brevis ingår i släktet Renocera och familjen kärrflugor. Inga underarter finns listade i Catalogue of Life.